# خوسه ویالونگا یورنته
خوسه ویالونگا یورنته (اسپانیایی: José Villalonga Llorente‎؛ ۱۲ دسامبر ۱۹۱۹ – ۸ اوت ۱۹۷۳) یک بازیکن فوتبال اهل اسپانیا بود.
باشگاه فوتبال رئال مادرید با مربیگری بییالونگا برای دو فصل پیاپی برنده جام قهرمانی جام قهرمانی باشگاه‌های اروپا شد.